# Homo oeconomicus
Homo oeconomicus (în traducere omul economic) este conceptul teoriei economice conform căreia individul acționează rațional și din interes propriu.

## Modelul
Homo oeconomicus este un termen folosit pentru o aproximare sau un model al lui Homo sapiens care acționează pentru a obține bunăstare maximă pentru el însuși, dispunând de informații despre oportunități și restricții, și naturale și instituționale, asupra abilităților sale de a-și atinge scopuri dinainte hotărâte. Această concepție a fost formalizată în anumite modele ale stiințelor sociale și în mod particular în economie.
Homo oeconomicus este considerat "rațional" în sensul că acea bunăstare, așa cum este definită de funcția de utilitate, este optimizată, date fiind oportunitățile observate. Aceasta înseamnă că individul caută să atingă scopuri foarte specifice și dinainte hotărâte, într-o mare măsură, cu costurile cele mai reduse. Este de notat faptul că acest tip de raționalitate nu spune că scopurile actuale ale individului sunt raționale într-un sens etic, social sau uman mai mare, doar că el încearcă să le atingă la costul minim. Doar aplicațiile naive ale modelului Homo oeconomicus sunt de părere că acest individ ipotetic cunoaște ceea ce este cel mai bine pentru această sănătate fizică și mentală pe termen lung și se poate baza pe luarea întotdeauna a deciziei bune pentru sine.
Așa cum se întâmplă în științele sociale în general, aceste supoziții sunt făcute la cele mai bune aproximații. Termenul este adesea folosit derogativ în literatura academică, probabil cel mai comun caz este cel al sociologilor, mulți dintre aceștia tinzând să prefere explicațiile structurale în detrimentul explicațiilor bazate pe acțiunile raționale ale indivizilor.
Folosirea formei latinești Homo oeconomicus este în mod cert stabilită de mult timp; Persky (1995) o atribuie lui Pareto (1906) însă notează că poate fi mai veche.
Conform Dicționarului explicativ al limbii române, Homo oeconomicus este un om conceput de economiști ca o ființă abstractă, încadrat în societate și mânat de stimulul de a-și satisface nevoile materiale.

## Critici
Homo oeconomicus are la baza alegerilor sale luate în considerare a propiei funcții de utilitate. Mai rău este atunci când omul economic este imoral, ignorând toate valorile sociale și luându-le în considerare doar dacă aderarea la acestea îi aduce utilitate. Unii sunt de părere că astfel de supoziții despre ființele umane nu sunt doar empiric inexacte, ci și lipsite de etică.
Economiștii Thorstein Veblen, John Maynard Keynes, Herbert Simon, și mulți alții din Școala austriacă critică Homo oeconomicus ca actor în înțelegerea prognozei macroeconomice și economice. Ei pun accent pe nesiguranță și pe raționalitatea limitată în luarea de decizii economice, bazându-se mai degrabă pe omul rațional, pe deplin informat despre toate circumstanțele care influențează deciziile sale. Aceștia susțin că nu există cunoaștere perfectă, ceea ce înseamnă că toate activitățile economice implică risc. 
Studiile empirice ale lui Amos Tversky au pus la îndoială supoziția că investitorii sunt raționali. În 1995, Tversky a demonstrat că tendința investitorilor de a transforma alegerile refractare la risc în câștiguri, iar alegerile 
de căutare a riscului în pierderi. Investitorii au părut foarte refractari la risc pentru mici pierderi, însă indiferenți pentru o mică șansă dintr-o pierdere foarte mare. Acest lucru încalcă raționalitatea economică, așa cum este aceasta înțeleasă în mod obișnuit. Pe acest subiect mai multe cercetări, arătând alte deviații de la raționalitatea economică definită convențional, se fac în domeniul experimental sau al economiei comportamentale. 
Alți critici ai modelului umanist Homo oeconomicus, cum ar fi Bruno Frey, arată că un accent excesiv pus pe motivația extrinsecă (recompense și pedepse din partea mediului social) în opoziție cu motivația intrinsecă. De exemplu, este dificil, dacă nu imposibil de înțeles cum Homo oeconomicus ar putea fi erou în război sau ar avea o plăcere inerentă pentru meșteșuguri. Frey și alții au disputat faptul că un accent prea mare pus pe recompense sau pedepse poate disloca (descuraja) motivația intrinsecă: plătind un băiat să facă treburi gospodărești, s-ar putea ca acesta să le facă doar pentru recompensă, din motivul de a-și ajuta familia.
Totuși alții, în special sociologii, au disputat fapul că modelul ignoră o întrebare extrem de importantă, și anume aceea a originilor gusturilor și parametrilor funcției de utilitate în cazul influențelor sociale, ecucație și altele. Exogenitatea gusturilor (preferințelor) în cadrul modelului Homo oeconomicus este distincția majoră față de modelul Homo sociologicus, în cadrul căruia gusturile sunt considerate a fi determinate parțial sau chiar total de mediul social.
Alți critici, care au învățat din tradiția psihoanalitică definită pe larg, critică modelul Homo oeconomicus pentru că ignoră conflictele interioare pe care indivizii le suportă în viața reală, cum ar fi scopurile pe termen scurt și cele pe termen lung (de ex., consumul de ciocolată și pierderea greutății) sau scopurile individuale și valorile sociale. Astfel de conflicte pot conduce la comportament irațional care implică inconsistență, paralizie psihologică, neuroză și/sau durere psihică.
O critică susține că modelul Homo oeconomicus funcționează ca o profeție care se autosatisface, dacă un grup de oameni (o companie, o societate) acceptă premisele acesteia și în mod particular ideea că indivizii iau în considerare doar funcția de utilitate personală și că — așa-numita — mână invizibilă lucrează pentru a face ca aceste decizii pur egoiste să avanseze interesele societății. Structurile guvernamentale și normele sociale ale unui astfel de grup vor recompensa efectiv egoismul și vor descuraja sau ridiculiza comportamentele deviante cum ar fi altruismul, echitatea sau munca în echipă; idolii acesteia vor fi aceia care își vor maximiza cu cruzime propria funcție de utilitate. Acestui aspect i s-a dat o atenție sporită în discipline ca știința organizațională unde motivația extrinsecă nu a fost considerată atât de eficientă în cazul muncitorului calificat, așa cum a fost cazul industriilor tradiționale, creîndu-se astfel un nou interes în ceea ce privește motivația ce nu se încadrează în modelul Homo oeconomicus. Această viziune nu ține cont de faptul că acționând egoist nu este neapărat același lucru ca și a acționa într-o manieră de urmărire a propriilor interese, ceea ce poate explica altruismul într-o anumită măsură.
Cazul cel mai clar de profeție care se autosatisface în ceea ce-l privește pe Homo oeconomicus a fost observat în predarea economiei. Câteva studii de cercetare recente au indicat faptul că studenții care au participat la cursuri de economie au devenit mult mai egocentrici decât înainte de a participa la acestea. de exemplu, aceștea sunt mai puțin dispuși să coopereze cu celălalt jucător în cazul unui joc de tipul dilemei prizonierului. Vezi, de exemplu, articolul lui Thomas Frank et al. (1993), citat mai jos.

## Răspunsuri
Economiștii tind să dezaprobe aceste critici, motivând prin faptul că poate fi relevantă analiza consecințelor egoismului edificator, așa cum poate fi valoroasă luarea în considerare a comportamentului altruist sau social. Alții sunt de părere că trebuie să înțelegem consecințele unei astfel de lăcomii înguste, chiar dacă un mic procent din populație acceptă astfel de motive. Dacă există free-rider-i, de exemplu, se va produce un impact negativ major asupra aprovizionării cu bunuri publice. Pe de altă parte, se poate întâmpla ca doar o minoritate semnificativă de participanți pe piață să acționeze ca niște Homo oeconomicus, pentru ca predicțiile economiștilor privind cererea și oferta să fie corecte. Din această perspectivă, supoziția de Homo oeconomicus poate și trebuie să fie doar un pas preliminar înspre un model mai sofisticat.
Totuși, unii susțin că Homo oeconomicus este o aproximare rezonabilă pentru comportamentul instituțiilor pieței, deoarece natura individualizată a acțiunilor umane în astfel de poziții sociale, încurajează comportamentul individualist. 
Nu numai pozițiile de pe piață încurajează punerea în aplicare a unui calcul simplu al costurilor/beneficiilor de către persoane, ci acestea recompensează și astfel sunt atrași oamenii cei mai individualiști. Este foarte dificil de pus în practică valori sociale (în mod opus față de urmărirea propriului interes) într-o piață extrem de competitivă: o companie care refuză să polueze (de exemplu) poate da faliment.
Apărătorii modelului Homo oeconomicus sunt de părere că multe critici aduse școlii dominante folosesc tehnica sperietorii de ciori. De exemplu, unii critici obișnuiesc să afirme că Oamenii adevărați nu au acces gratuit la informație infinită și nici o capacitate înnăscută de a o procesa. Totuși, în economia teoretică avansată, savanții au aflat căi de admitere a acestor realități, modificând modelul destul pentru a oferi o imagine mai realistă a anumitor decizii. De exemplu, modelele comportamentului individualist caracterizat de raționalitate limitată și de oameni care suferă de invidie, pot fi găsite în literatură. Înainte de toate, atunci când se urmăresc supozițiile restrictive făcute pentru construirea modelelor despre studenții din ani terminali, criticile de mai sus trebuie să fie valabile. Aceste critici sunt valabile în special într-o anumită măsură și anume aceea că profesorul afirmă că supozițiile simplificatoare sunt adevărate și/sau le folosește într-un mod propagandist.
Economiștii mult mai sofisticați sunt destul de conștienți de limitările empirice ale modelului Homo oeconomicus. În teorie, opiniile criticilor pot fi combinate cu modelul Homo oeconomicus, pentru a obține un model mult mai precis.
Problema care face ca modelul Homo oeconomicus să devină mai sofisticat este aceea că acesta devine câteodată adevărat în mod tautologic, adică devine adevărat prin definiție. Dacă cineva are o preferință pentru varietate, de exemplu, devine dificil, dacă nu imposibil de făcut o distincție între raționalitate și iraționalitate. În acest caz, este posibil ca modelul Homo oeconomicus să nu aducă un plus de informație nouă la modul nostru de înțelegere a economiei.
Comparațiile dintre economie și sociologie au avut ca rezultat un termen corespunzător Homo sociologicus, pentru a parodia imaginea naturii umane reflectată în unele modele sociologice care au încercat să înfățișeze forțele sociale care determină preferințele individuale și valorile sociale. (Sursa alternativă sau adițională a acestora ar fi biologia.) Hirsch, Michaels, și Friedman (1990, p. 44) afirmă că Homo sociologicus este în sens larg o tabula rasa pe care societățile și culturile își scriu valorile și scopurile; spre deosebire de oeconomicus, sociologicus acționează pentru a urmări interese egoiste, însă pentru a îndeplini roluri sociale. Acest individ ar putea fi toată societatea, nu doar un singur individ. Acest lucru sugerează mai degrabă nevoia de a combina intuițiile modelului Homo oeconomicus cu cele ale modelului Homo sociologicus pentru a crea o sinteză, decât pentru a se respinge unul pe celălalt.